# Équipe cycliste ISD-Jorbi Continental
L'équipe cycliste ISD-Jorbi Continental est une équipe cycliste ukrainienne participant aux circuits continentaux de cyclisme et en particulier l'UCI Europe Tour.
Elle ne doit pas être confondue avec l'équipe ISD-Neri.
L'équipe s'arrête à la fin de la saison 2017.

## Histoire de l'équipe

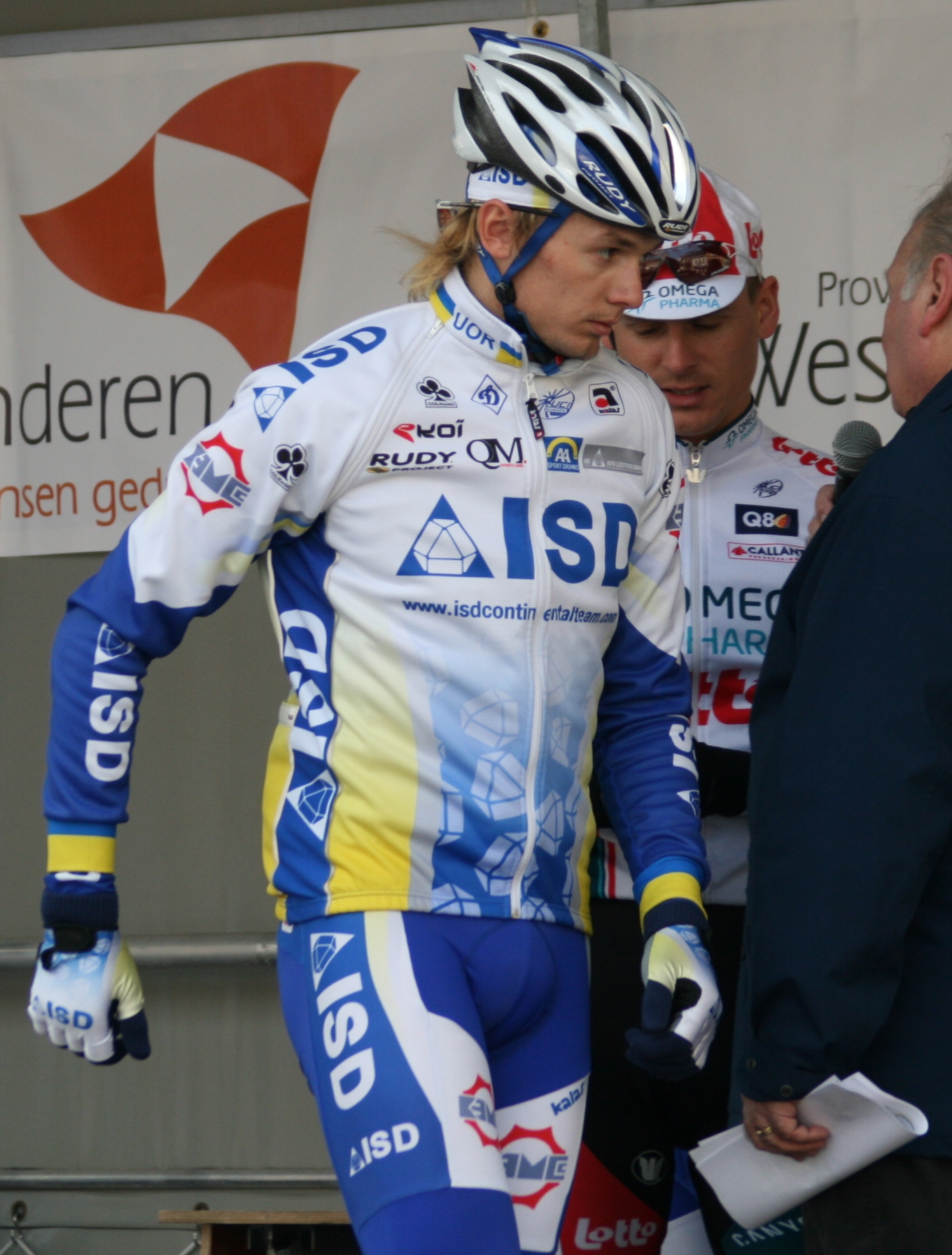
Yuriy Agarkov

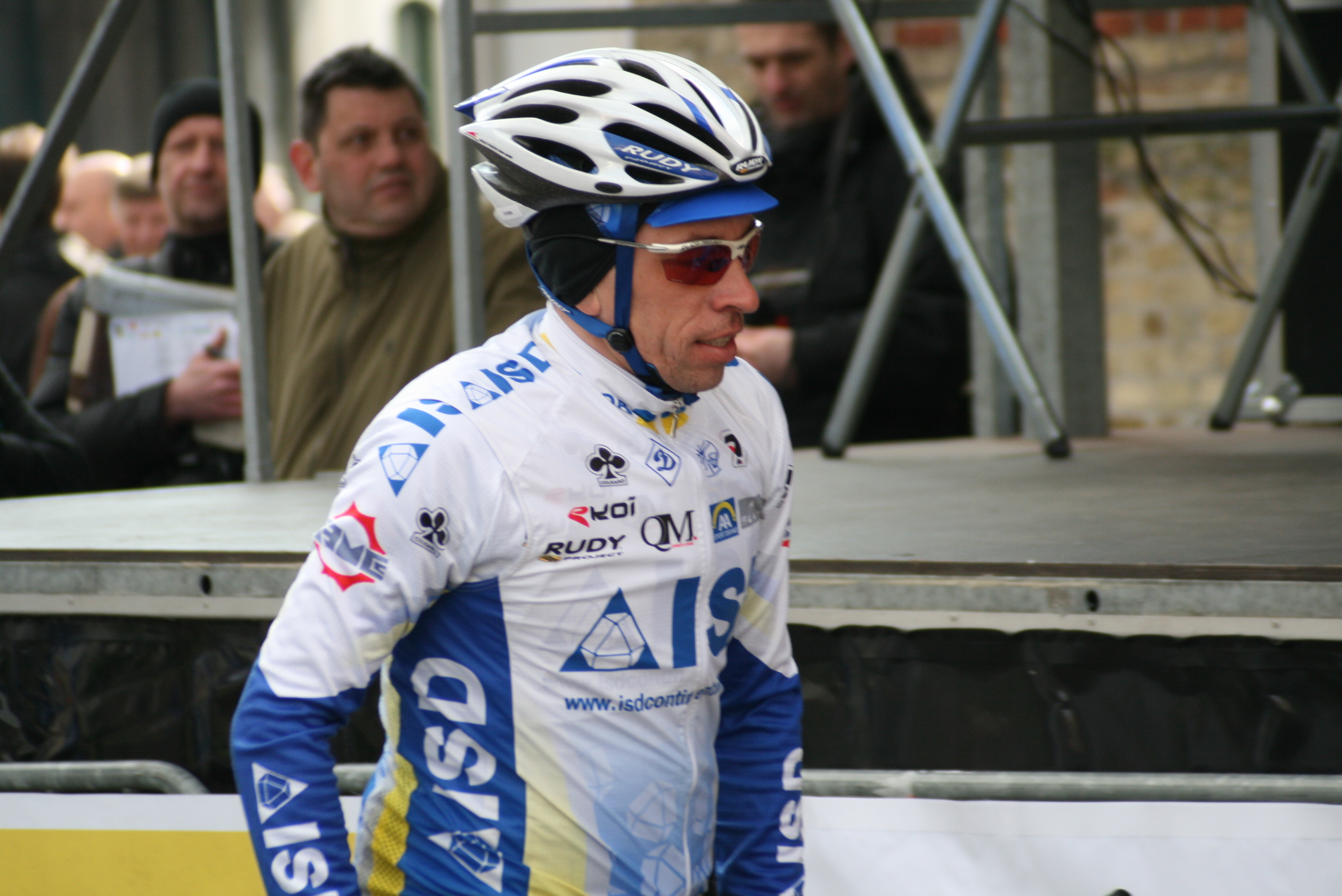
Volodymyr Rybin

## Principales victoires

### Courses d'un jour
- Roue tourangelle : Vitaliy Kondrut (2008)
- Circuit du Pays de Waes : Denis Flahaut (2010)
- Grand Prix de Denain : Denis Flahaut (2010)
- Grand Prix de Donetsk : Vitaliy Popkov (2010), Yuriy Agarkov (2011) et Anatoliy Pakhtusov (2013)
- Grand Prix d'Adyguée : Vitaliy Popkov (2010)
- Grand Prix de Tallinn-Tartu : Denis Flahaut (2010)
- Rogaland Grand Prix : Vitaliy Popkov (2010)
- Grand Prix de Moscou : Oleksandr Martynenko (2011) et Vitaliy Popkov (2012)
- Race Horizon Park : Vitaliy Popkov (2012)
- Minsk Cup : Yegor Dementyev (2017)

### Courses par étapes
- Tour de Szeklerland : Vitali Popkov (2009 et 2012)
- Course de Solidarność et des champions olympiques : Vitali Popkov (2013)

### Championnats nationaux
- Championnats d'Ukraine sur route : 2
  - Contre-la-montre : 2013 (Andriy Vasylyuk)
  - Course en ligne espoirs : 2016 (Timur Maleev)

## Classements UCI
L'équipe participe aux circuits continentaux et principalement à des épreuves de l'UCI Europe Tour. Les tableaux ci-dessous présentent les classements de l'équipe sur les différents circuits, ainsi que son meilleur coureur au classement individuel.
UCI America Tour
| Saison | Classement par équipes | Meilleur coureur au classement individuel |
| ------ | ---------------------- | ----------------------------------------- |
| 2014   | 43e                    | Oleksandr Sheydyk (357e)                  |

UCI Asia Tour
| Saison | Classement par équipes | Meilleur coureur au classement individuel |
| ------ | ---------------------- | ----------------------------------------- |
| 2011   | 48e                    | Artem Topchanyuk (133e)                   |
| 2012   | 34e                    | Vitaliy Popkov (66e)                      |
| 2013   | 55e                    | Dmytro Krivtsov (171e)                    |
| 2017   | 94e                    | Yegor Dementyev (547e)                    |

UCI Europe Tour
| Saison | Classement par équipes | Meilleur coureur au classement individuel |
| ------ | ---------------------- | ----------------------------------------- |
| 2007   | 86e                    | Vitaliy Kondrut (328e)                    |
| 2008   | 43e                    | Denys Kostyuk (59e)                       |
| 2009   | 44e                    | Vitaliy Popkov (76e)                      |
| 2010   | 21e                    | Denis Flahaut (29e)                       |
| 2011   | 30e                    | Oleksandr Sheydyk (69e)                   |
| 2012   | 32e                    | Vitaliy Popkov (51e)                      |
| 2013   | 27e                    | Vitaliy Popkov (18e)                      |
| 2014   | 80e                    | Oleksandr Sheydyk (385e)                  |
| 2015   | 61e                    | Anatoliy Pakhtusov (237e)                 |
| 2016   | 94e                    | Denys Kostyuk (788e)                      |
| 2017   | 89e                    | Yegor Dementyev (444e)                    |

## ISD-Jorbi Continental en 2017[7]

### Effectif
| Cycliste | Date de naissance | Nationalité | Équipe 2016 |
| -------- | ----------------- | ----------- | ----------- |

### Victoires
| Date | Course | Pays | Classe | Vainqueur |
| ---- | ------ | ---- | ------ | --------- |